# Železniška postaja Rogaška Slatina
Železniška postaja Rogaška Slatina je ena izmed železniških postaj v Sloveniji, ki oskrbuje mesto Rogaška Slatina..